# Henri Dervin
Henri Dervin (né en 1903 et mort en 1966) est un architecte naval concepteur de nombreux plans dans différents domaines, y compris la plaisance, pour laquelle il dessina entre autres le Kurun de Jacques-Yves Le Toumelin et la Sereine pour l'école de voile Les Glénans.

## Biographie
Henri Dervin commence à dessiner des yachts dès 1923  Après la Seconde guerre mondiale, la marine Nationale et les administrations d'état l'agréent comme architecte conseil. Il est également expert auprès des tribunaux.
Il publie dans la revue Le Yacht à partir de 1926.Il a été le promoteur de plans standard vendus en librairie et destinés aux constructeurs amateurs.
Il est l'un des fondateurs de la "Société des Architectes navals"
Il possédait une villa à Carantec où il séjournait une partie de l'année. Son bureau d'étude se situait à Pavillon sous bois et il résidait dans cette même ville au 22 allée Jean-Jacques Rousseau .
Il décède le 26 août 1966 à Pavillon sous Bois et y est enterré le 30 août.
Le musée national de la Marine possède 599 commandes exécutées par Dervin dont 75 sont destinées à la plaisance, 15 des navires de service et 10 à la pêche ; ces travaux couvrent une période allant de 1922 à 1966.

## Réalisations
- Kurun cotre de Jean-Yves le Toumelin. Tour du monde en solitaire 1949-1952 du Croisic au Croisic par Panama.

Quand je décidais la construction de mon nouveau bateau, je m'étais fait une idée précise de ses formes (...). Il me fallait consulter un homme de l'art  qui fut en même temps un homme de mer. Je le trouvais en la personne de Dervin (...) Le Kurun dut s'élaborer péniblement, patiemment, morceau par morceau. Tout manquait au début (...) le 9 janvier 1946, on se mit au travail. C'était au chantier Leroux au Croisic
Le 1er mai (1946) à Pavillon sous Bois, Dervin m'en remit les plans (...) Ainsi donc mon bateau n'était plus un vague idéal : il était conçu, précisé, jusque dans les plus petits détails.
- Les 4 vents cotre marconi de grande croisière. Construit par Marcel Bardiaux de 1943 à 1949. Marcel Bardiaux canoéiste, partit du Havre en mars 1950. 1951 il effectue Dakar-Rio de Janeiro, et en 1952 le tour du Cap Horn. Son tour du monde s'achève en 1956.

Dès la fin de l'année 1943, en dépit des rationnements de l'Occupation, il commence la construction du bateau de ses rêves (...). Il jette son dévolu sur le plan d'un cotre de 9 mètres dessiné par henri Dervin mais il y apporta tant de modifications que l'architecte naval n'y reconnaîtra pas son enfant.
- La Sereine cotre marconi, construit par Jean Laurent et Maurice Derrien en 1949-50 et lancé en août 1951 à Pont-Aven. Rachetée après achèvement par un groupement de copropriétaires liés au Centre Nautique des Glénans elle a connu une longue carrière, formé des centaines de stagiaires à la navigation hauturière  et "montré le pavillon" des Glénans sur toutes les mers d'Europe. Toujours active après plusieurs refontes,elle a très longtemps été dépourvue de moteur auxiliaire fixe, ce qui exigeait un haut niveau d'habileté manœuvrière pour les entrées  de port et a été classée comme bateau d'intérêt patrimonial par l'administration des monuments historiques.
- Pirouette[9] Côtre bermudien de 1938, bateau Grand frère de la Sereine, il a été construit chez Bonnin frère[10]. Ses plans sont au musée de la Marine au fort Saint Denis. Entièrement restauré en 2023, il navigue dans la baie de Saint Malo et en Rance. www.cotrepirouette.com.
- Jess cotre bermudien dessiné en 1938[11].
- Kraken II yacht mixte dessiné en 1947.
- Gwalarn sloop construit en 1933 [12]
- Izarra brick-goélette construit en 1929.

## Ouvrages
- Henri Dervin, Traité pratique pour la construction des bateaux en bois du kayak au bâtiment de charge, 4e édition, Éditions Maritimes et d'Outre-Mer, Paris, 1963.